# Acianthera magalhanesii
Acianthera magalhanesi é  uma espécie de orquídea (Orchidaceae) que existe em Minas Gerais e Bahia, Brasil. Pertence à secção Sicaria, subseção Sicaria do gênero Acianthera, caracterizado plantas de crescimento cespitoso, com caules secundários, também chamados ramicaules, com a secção superior triangular, mais largos junto a folha que na base, inflorescência subséssil com poucas ou muitas flores, segmentos florais frequentemente espessos, ou levemente pubescentes ou papilosos, em um grupo composto por plantas mais fibrosas e resistentes, com ramicaule canaliculado, sem asas ou com asas estreitas, cuja folha não parece uma continuação do ramicaule, ou seja, a ligação entre os dois é clara. Esta espécie é similar à Acianthera oligantha, porém planta muito menor, com flores menores e labelo inteiro, amarelo, alargado na porção intermediária.

## Publicação e sinônimos
- Acianthera magalhanesi (Barb.Rodr.) F.Barros, Hoehnea 30: 186 (2003).

Sinônimos homotípicos:
- Pleurothallis magalhanesi Pabst, Bradea 1: 489 (1975).

Sinônimos heterotípicos:
- Acianthera bohnkiana Campacci & Baptista, Bol. CAOB 54: 60 (2004).